# Vigla (tagma)
O Vigla (em grego: Βίγλα; do latim vigilia), também conhecido como Aritmos (em grego: Ἀριθμός; romaniz.: Arithmós; lit. "Número") e em português como a Guarda, foi uma das tagmas de elite do exército bizantino. Foi estabelecido na segunda metade do século VIII, e sobreviveu até o final do século XI. Junto com o regimento dos Números, o Vigla formou a guarda do palácio imperial em Constantinopla, e foi responsável pela segurança do imperador bizantino em expedições.

## História e função
O Vigla ou Aritmos foi a terceira das tagmas imperial a ser estabelecida, com seu comando atestado pela primeira vez em 791. Ambos os nomes derivam da terminologia latina do exército romano tardio: o termo vigília foi aplicado a partir do século IV para qualquer tipo de destacamento de guarda, enquanto "aritmos" é a tradução grega dos números latinos, ambos os títulos sendo usados em um sentido genérico para "regimento". Nas fontes literárias, Vigla é mais comumente usado que Aritmos, e é também o título usado nos selos de seus comandantes.

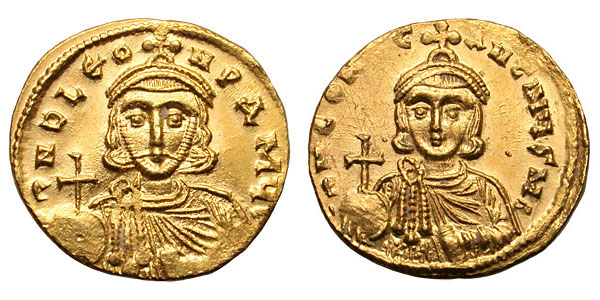
Soldo de ouro com efígie de r. e seu pai r.

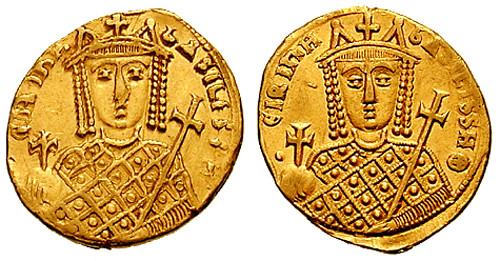
Soldo com efígie de Irene de Atenas

Sua data de criação exata é contestada entre os historiadores modernos do exército bizantino: o bizantinista John Haldon considera que o Vigla foi estabelecido como um tagma pela imperatriz Irene nos anos 780 a partir de uma brigada provincial, mas Warren Treadgold apoia sua criação junto com as primeiras duas tagmas, as Escolas e os Excubitores pelo imperador Constantino V Coprônimo (r. 741–775) em meados do século VIII. Se a primeira hipótese é verdadeira, então o estabelecimento do Vigla por Irene pode ter sido a intenção de contrabalançar as duas tagmas mais antigos, que permaneceram leais a iconoclastia e ressentiram as políticas iconófilas de Irene. A unidade provincial antepassada, por sua vez, parece ter sido de ascendência considerável: a presença de arcaicos títulos romanos tardios para seus oficiais aponta para uma origem, possivelmente como um vexillatio de cavalaria, no antigo exército romano oriental antes das conquistas muçulmanas do século VII. John B. Bury traçou uma linhagem hipotética para vexillationes palatinos do século V dos "condes de Arcádio" (comites arcadiaci), os "condes de Honório" (comites honoriaci) e os equites de Teodósio (equites theodosiaci). Junto com muitas outras tagmas, o Vigla desapareceu nas décadas de crise no final do século XI: é mencionada pela última vez em 1094.
Como os nomes indicam, o Vigla foi encarregado com missões de guarda, tanto no palácio imperial como em campanha. Ao contrário das outras tagmas de cavalaria, que foram principalmente guarnecidas fora de Constantinopla na Trácia e Bitínia, o Vigla tinha uma presença significativa na capital. Lá, sua missão foi guardar o palácio imperial, junto com as menos prestigiosas tagmas de infantaria dos Números (responsáveis pelas prisões do palácio) e os Teiquiotas (guarda das muralhas da cidade). Mais especificadamente, dentro de Constantinopla, o Vigla guardou o oeste mais exposto, o perímetro da cidade a frente do recinto do palácio, e manteve uma guarnição permanente no Hipódromo Coberto, que foi deixada no local mesmo quando o resto da unidade estava em campanha, e garantiu a segurança do imperador enquanto ele esteve fora do palácio. Como o comando regimentar, o drungário do Vigla (em grego: δρουγγάριος τῆς βίγλας; romaniz.: droungarios tēs viglas) esteve sempre na presença do imperador, e o Vigla poderia ir em campanha sem ele, caso em que ficou sob as ordens do doméstico das escolas. Em expedições lideradas pelo próprio imperador, o drungário foi responsável pela segurança do campo e especialmente da guarda noturna, transmitindo as ordens do imperador, e das guardas dianteira, traseira e dos flancos durante marchas, e guardando prisioneiros de guerra.

## Organização
Como as outras tagmas, a questão do tamanho da unidade é um assunto controverso. Treadgold considera as tagmas como tendo um número padrão de 4 000 homens cada, enquanto outros estudiosos, notadamente John Haldon, argumentam a favor de um tamanho muito menor de ca. 1 000 homens. A estrutura das tagmas, contudo, era uniforme e está bem-atestada, com variações menores, principalmente de titulatura, refletindo as origens diferentes das unidades.
Excepcionalmente entre as tagmas, e talvez um reflexo de sua ancestral, desde que foi mais comum no século VI, o comandante da Vigla tinha o título de drungário. O primeiro titular conhecido do ofício foi Aleixo Mosele em 791. Devido a sua proximidade com o imperador, o drungário foi geralmente um assessor próximo e confiável, bem como um dos oficiais militares seniores do Estado. No século X, o ofício foi dado para alguns dos mais distintos descendentes da aristocracia militar bizantina, mas de ca. 1030 em diante, foi transformado em um ofício civil com responsabilidades judiciais. Nesta capacidade, sobreviveu muito além do regimento, existindo até o fim do período Paleólogo.
Sob os drungários estavam um ou dois topoteritas (topotērētai; tenente") um cartulário (χαρτουλάριος [τοῦ ἀριθμοῦ]) como chefe do secretariado do comando, e o acóluto (akolouthos), um título único para o Vigla, mas correspondente a outros oficiais subalternos similares, o próximo (proximos) dos Escolas e o protomandador dos Excubitores. A unidade foi dividida em 20 bandos (em grego: βάνδον; romaniz.: bándon; em latim: bandum; romaniz.: lit. "bandeira"), cada qual com teóricos 50 homens, comandados por um conde (κόμης [τοῦ ἀριθμοῦ]; "conde [dos aritmos"). Por sua vez, cada um deles comandava cinco centarcos (kéntarchoi; sing. em grego: κένταρχος; romaniz.: kéntarchos; lit. centurião).
Entre as classes mais mais dentro de cada tagma estavam mais duas classes de oficiais subalternos, os bandóforos (βανδοφόροι,;bandophoroi, lit. porta-bandeiras) e os mandadores (μανδάτορες; lit. mensageiros). Cada tagma possuía 40 bandóforos, divididos em quatro classes diferentes de dez, com diferentes títulos em cada unidade. Em particular, para o Vigla, estes títulos pode ser rastreados para o padrão de classificação da cavalaria romana dos séculos V-VI. Estes eram: os bandóforos, os laburísios (em grego: λαβουρίσιοι; uma corruptela de labarésios (labarēsioi), "portadores do lábaro") os semióforos (em grego: σημειοφόροι; romaniz.: sēmeiophoroi; cf. do romano tardio semáforos (semafori)) e os duciniadores (em grego: δουκινιάτορες; romaniz.: doukiniatores; corruptela do latim ducenários (ducenarii) do exército romano tardio). O Vigla também foi o único a ter fileiras de mensageiros: junto com os mandadores ordinários presentes em outras unidades, o Vigla incluía legatários (λεγατάριοι; legatarioi), tiroros (θυρωροί; thyrōroi; lit. porteiros); escutários (σκουτάριοι; skoutarioi; "porta escudos") e diatrecontas (διατρέχοντες; diatrechontes; corredores).